# Oblast Swerdlowsk
Koordinaten: 59° 3′ N, 62° 0′ O
Die Oblast Swerdlowsk (russisch Свердловская область/ Swerdlowskaja oblast) ist eine Oblast in Russland. Im Gegensatz zur Hauptstadt Jekaterinburg hat sie ihren Namen aus der Zeit der Sowjetunion beibehalten. Sie ist die Oblast mit der größten Bevölkerungszahl im asiatischen Teil Russlands.

## Lage
Die Oblast liegt größtenteils am Ostabhang des Uralgebirges und greift auf das westsibirische Tiefland über.

## Geschichte
Die Geschichte der russischen Besiedlung der Region begann gegen Ende des 16. Jahrhunderts. 1598 wurde Werchoturje als eine der ersten Städte jenseits des Ural gegründet, 1723 das heutige Oblastzentrum Jekaterinburg. Ab 1708 war es Teil des Gouvernements Sibirien. Von 1781 bis 1919 gehörte das Gebiet der heutigen Oblast zum Gouvernement Perm. Am 15. Juli 1919 entstand das Gouvernement Jekaterinburg aus den östlich des Urals gelegenen Teilen des Gouvernements Perm. Vom 3. November 1923 bis zum 17. Januar 1934 lag es innerhalb der 1923 neu gegründeten Oblast Ural. Seit 1934 existiert die Oblast Swerdlowsk, von der 1938 die Oblast Perm abgetrennt wurde. Seither gab es keine Gebietsänderungen mehr.
Gouverneur von 1994 bis 2009 war Eduard Rossel. Zwischen 2009 und 2012 hatte Alexander Mischarin das Gouverneursamt inne. Am 29. Mai 2012 übernahm Jewgeni Kuiwaschew das Amt von Mischarin.

## Bevölkerung
Bei den letzten russischen Volkszählungen in den Jahren 2002 und 2010 gab es eine Bevölkerungszahl von 4.486.214 respektive 4.297.747 Bewohnern. Somit sank die Einwohnerzahl in diesen acht Jahren um 188.467 Personen (−4,20 %). In Städten wohnten 2010 3.604.012 Menschen. Dies entspricht 83,86 % der Bevölkerung (in Russland 73 %). Bis zum 1. Januar 2014 stieg die Einwohnerschaft allerdings wieder auf 4.320.677 Menschen. Die Verteilung der verschiedenen Volksgruppen sah folgendermaßen aus:
| Nationalität    | VZ 1989   | Prozent | VZ 2002   | Prozent | VZ 2010   | Prozent |
| --------------- | --------- | ------- | --------- | ------- | --------- | ------- |
| Russen          | 4.176.948 | 88,74   | 4.002.974 | 89,23   | 3.684.843 | 85,74   |
| Tataren         | 183.781   | 3,90    | 168.163   | 3,75    | 143.803   | 3,35    |
| Ukrainer        | 82.215    | 1,75    | 55.478    | 1,24    | 35.563    | 0,83    |
| Baschkiren      | 41.500    | 0,88    | 37.296    | 0,83    | 31.183    | 0,73    |
| Mari            | 31.297    | 0,66    | 27.863    | 0,62    | 23.801    | 0,55    |
| Deutsche        | 31.461    | 0,67    | 22.540    | 0,50    | 14.914    | 0,35    |
| Aserbaidschaner | 7.290     | 0,15    | 15171     | 0,34    | 14.215    | 0,33    |
| Udmurten        | 23.610    | 0,50    | 17.903    | 0,40    | 13.789    | 0,32    |
| Belarussen      | 28.879    | 0,61    | 18.541    | 0,41    | 11.670    | 0,27    |
| Armenier        | 3.684     | 0,08    | 11.093    | 0,25    | 11.501    | 0,27    |
| Tadschiken      | 1.427     | 0,03    | 6.125     | 0,14    | 11.138    | 0,26    |
| Usbeken         | 4.581     | 0,10    | 3.836     | 0,09    | 9.358     | 0,22    |
| Tschuwaschen    | 16.295    | 0,35    | 11.510    | 0,26    | 8.304     | 0,19    |
| Kirgisen        | 1.330     | 0,03    | 1.923     | 0,04    | 6.304     | 0,15    |
| Mordwinen       | 15.453    | 0,33    | 9.702     | 0,22    | 6.303     | 0,15    |
| Juden           | 14.317    | 0,30    | 6.810     | 0,15    | 5.423     | 0,13    |
| Einwohner       | 4.706.763 | 100,00  | 4.486.214 | 100,00  | 4.297.747 | 100,00  |

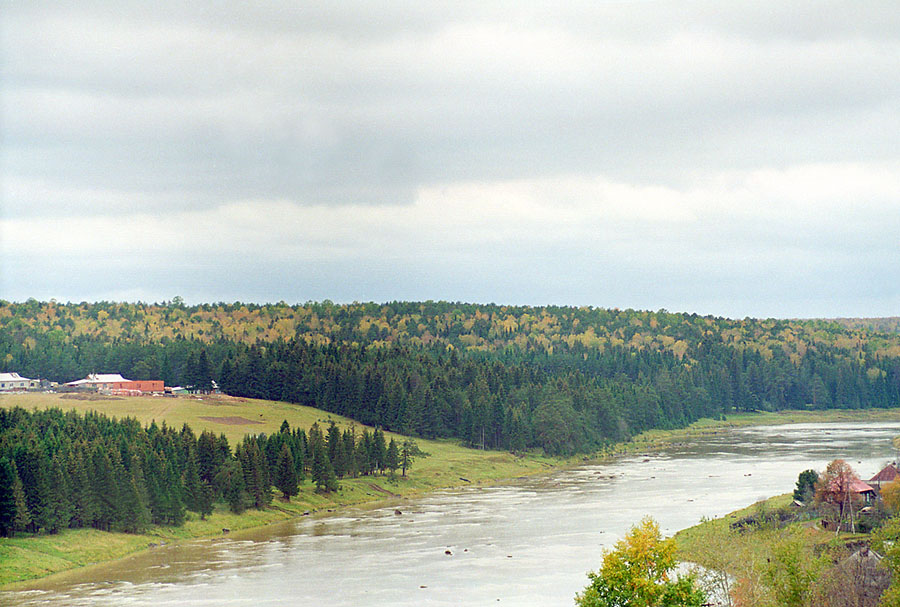
Die Tura bei Werchoturje

Anmerkung: die Anteile beziehen sich auf Gesamtzahl der Einwohner. Also mitsamt dem Personenkreis, der keine Angaben zu seiner ethnischen Zugehörigkeit gemacht hat (2002 28.957 resp. 2010 232.978 Personen)
Die Bevölkerung des Gebiets besteht zu mehr als 85 % aus Russen. Die Tataren und Ukrainer sind die bedeutendsten ethnischen Minderheiten in der Oblast Swerdlowsk. Weitere seit der Frühzeit der Sowjetunion dort siedelnden größere Volksgruppen sind die Baschkiren, Juden, Mari, Mordwinen, Russlanddeutschen, Tschuwaschen, Udmurten und Belarussen. Deren Zahl sinkt allerdings stark. Aus dem Nordkaukasus, Transkaukasus und Zentralasien dagegen sind seit dem Ende des Zweiten Weltkriegs Zehntausende Menschen zugewandert.

## Verwaltungsgliederung und Städte
Die Oblast gliedert sich in 68 Stadtkreise und fünf Rajons. Neben dem Verwaltungszentrum der Oblast, der Millionenstadt Jekaterinburg, gibt es drei weitere Großstädte: Nischni Tagil, Kamensk-Uralski und Perwouralsk. Insgesamt gibt es in der Oblast 47 Städte und 27 Siedlungen städtischen Typs.

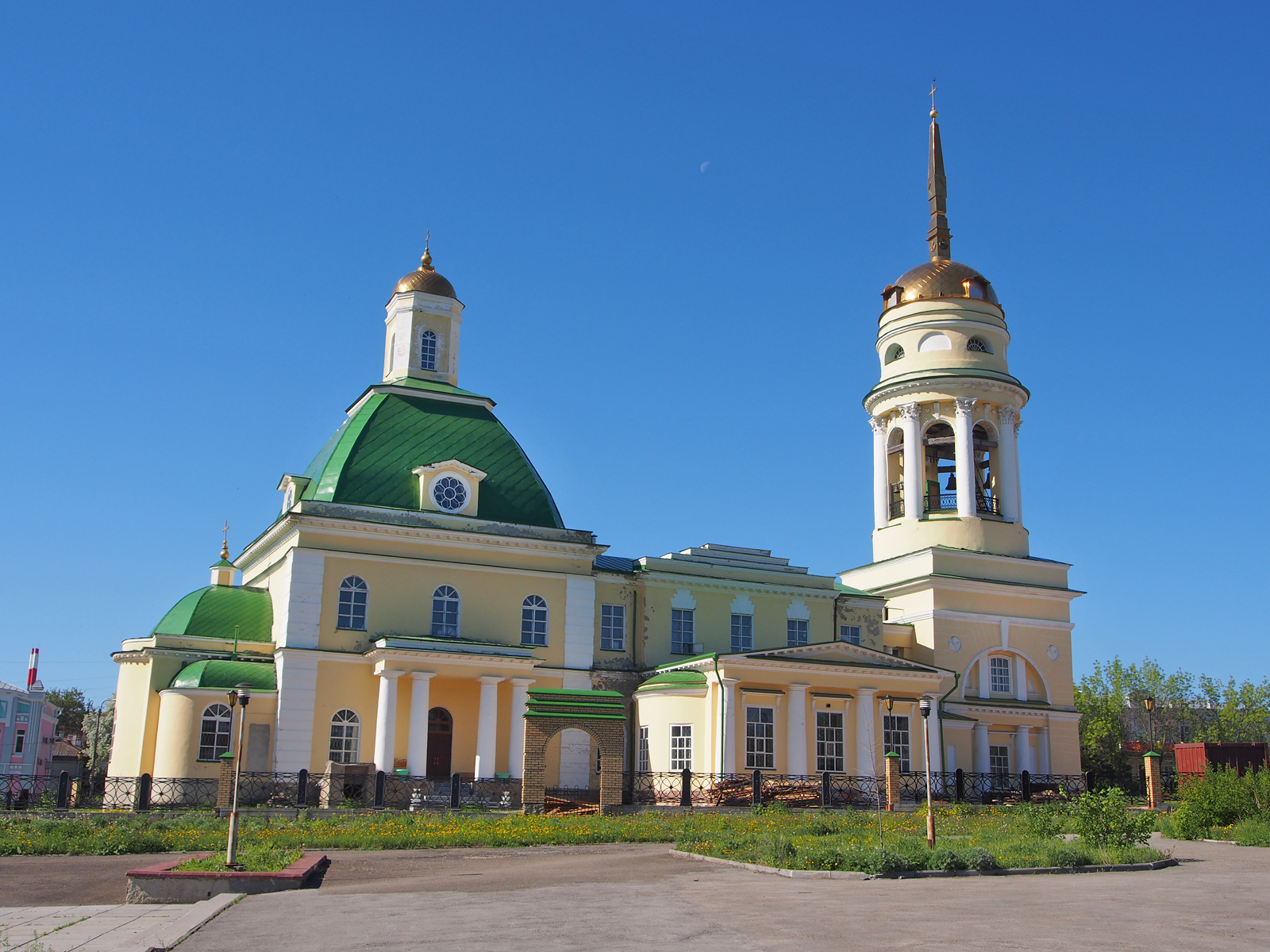
Die Heilige-Dreieinigkeitskirche in Kamensk-Uralski

| Name               | Russischer Name   | Einwohner (14. Oktober 2010) |
| ------------------ | ----------------- | ---------------------------- |
| Jekaterinburg      | Екатеринбург      | 1.349.772                    |
| Nischni Tagil      | Нижний Тагил      | 361.811                      |
| Kamensk-Uralski    | Каменск-Уральский | 174.689                      |
| Perwouralsk        | Первоуральск      | 124.528                      |
| Serow              | Серов             | 99.373                       |
| Nowouralsk         | Новоуральск       | 85.522                       |
| Asbest             | Асбест            | 68.893                       |
| Polewskoi          | Полевской         | 64.220                       |
| Rewda              | Ревда             | 61.875                       |
| Werchnjaja Pyschma | Верхняя Пышма     | 59.749                       |
| Krasnoturjinsk     | Краснотурьинск    | 59.633                       |
| Berjosowski        | Берёзовский       | 51.651                       |
| Lesnoi             | Лесной            | 50.363                       |

## Wirtschaft
Die Oblast ist reich an Bodenschätzen wie Gold, Platin und vielen anderen Metallen. Bergbau, Maschinenbau und Metallverarbeitung sind die wichtigsten Wirtschaftszweige.

## Verkehr

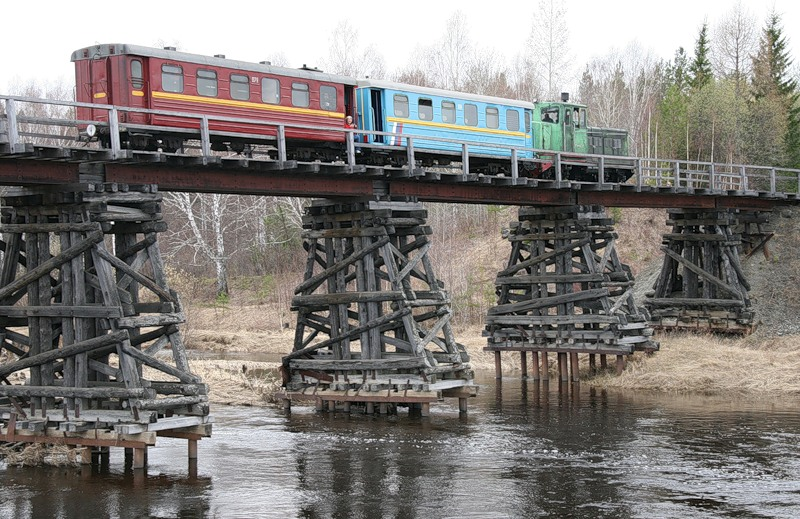
Waldbahn Alapajewsk

Jekaterinburg ist ein bedeutender Verkehrsknotenpunkt und per Straße und Schiene gut an das Verkehrsnetz innerhalb Russlands eingebunden. Per Luft wird es zudem von verschiedenen europäischen Fluggesellschaften angeflogen.
Die Waldbahn Alapajewsk betreibt ein Streckennetz mit einer Länge von etwa 280 Kilometern, auf dem mehrmals in der Woche über Nacht Personenzüge verkehren. Sie ist das größte 750-mm-Netz in Russland.

## Militär
Im Uralgebirge im Norden der Oblast wurde in den 1990er-Jahren beim Berg Koswinski Kamen eine unter 300 Meter Granit gesicherte alternative Kommandozentrale der russischen Atomstreitkräfte gebaut. Sie soll die zuvor um Moskau zentrierte Kommandostruktur stärken, bunkerbrechenden nuklearen Sprengköpfen standhalten und vergleichbar mit der US-Kommandozentrale Cheyenne Mountain sein (siehe auch Tote Hand).